# Amand Brimbeuf
Amand Brimbeuf est un agent général d'assurance et résistant français, né le 25 septembre 1895 à Dolignon (Aisne) et décédé le 13 décembre 1943 dans sa cellule de prison.

## Biographie
Eugène Amand Firmin Guyot est né le 25 septembre 1895 à Dolignon, petite commune de la Thiérache, dans l'Aisne. Fils naturel, il est reconnu par son père Jean Baptiste Louis Julien Brimbeuf, en novembre 1907 à la suite de son mariage avec sa mère comme son enfant légitime. Amand prend dès lors le nom de son père. 
Devenu d'abord tailleur d'habits, il n'est pas mobilisé lors de la Première Guerre mondiale en raison de l'occupation par les Allemands de la région. Il est appelé à effectuer son service militaire en mai 1919 et il se retire ensuite à Dolignon où il se marie en octobre 1919 avec Louise Lefèvre.
Amand Brimbeuf s'établit après en décembre 1919 à La Capelle, puis à Erloy en 1921 et s'installe enfin en 1922 à Vervins où il devient agent général d'assurance. Lors des élections municipales de 1935, il est élu conseiller municipal de Vervins.
Au début de la Seconde Guerre mondiale, il est rappelé à l'activité militaire en mars 1940, mais il est déclaré réformé en avril 1940 par la commission militaire de Laon. Il est dégagé de toutes obligations militaires en octobre 1942.
Avec l'occupation allemande de la région de Vervins, Amand Brimbeuf décide de s'engager dans la résistance. Il devient ainsi membre local d'un réseau de résistant OCM et du BOIA. Il s'occupe ainsi de la réception des parachutages britanniques dans la région. Quelques jours avant un nouveau parachutage britannique, il est arrêté par les Allemands le 10 décembre 1943 et interné en prison. Il meurt dans sa cellule le 13 décembre 1943, tué par les Allemands cherchant à obtenir des informations. Ces derniers déclarent cependant qu'Amand Brimbeuf s'est suicidé dans sa cellule. 
Ses services au titre de la Résistance sont validés en 1954.

## Hommages
La ville de Vervins lui rend hommage en apposant une plaque commémorative, pour lui et son épouse, déportée en mai 1944 après son arrestation, à leur domicile. Elle renomme également la rue où il résidait, la Rue des Prêtres en Rue Amand Brimbeuf et il est inscrit sur le monument aux morts communal. L'école élémentaire communale porte son nom, conjointement avec celui de Pascal Ceccaldi.
Une rue de Laon porte également son nom.

### Décorations
- Médaille de la Résistance française (Décret du 3 janvier 1946 à titre posthume)[2]